# ATP Buenos Aires 2001 - Qualificazioni doppio
Le qualificazioni del doppio  dell'ATP Buenos Aires 2001 sono state un torneo di tennis preliminare per accedere alla fase finale della manifestazione. I vincitori dell'ultimo turno sono entrati di diritto nel tabellone principale. In caso di ritiro di uno o più giocatori aventi diritto a questi sono subentrati i lucky loser, ossia i giocatori che hanno perso nell'ultimo turno ma che avevano una classifica più alta rispetto agli altri partecipanti che avevano comunque perso nel turno finale.
Le qualificazioni del doppio del torneo ATP Buenos Aires 2001 prevedevano 4 coppie partecipanti di cui una è entrata nel tabellone principale.

## Teste di serie
1. Tim Crichton /  Ashley Fisher (primo turno)

1. Diego del Río /  Leonardo Olguín (Qualificati)

## Tabellone

### Legenda
| - Q = Qualificato - WC = Wild card - LL = Lucky loser | - ALT = Alternate - SE = Special Exempt - PR = Protected Ranking | - w/o = Walkover - r = Ritirato - d = Squalificato |

|  | Primo turno | Primo turno                     | Primo turno                    | Primo turno | Primo turno |  |  | Ultimo turno | Ultimo turno                   | Ultimo turno                   | Ultimo turno | Ultimo turno |  |
|  |             |                                 |                                |             |             |  |  |              |                                |                                |              |              |  |
|  |             | Tommy Robredo Fernando Vicente  | Tommy Robredo Fernando Vicente | 6           | 6           |  |  |              |                                |                                |              |              |  |
|  | 1           | Tim Crichton Ashley Fisher      | Tim Crichton Ashley Fisher     | 4           | 4           |  |  |              | Tommy Robredo Fernando Vicente | Tommy Robredo Fernando Vicente | 6(3)         | 3            |  |
|  | 2           | Diego del Río Leonardo Olguín   | 3                              | 7           | 7           |  |  | 2            | Diego del Río Leonardo Olguín  | Diego del Río Leonardo Olguín  | 7            | 6            |  |
|  |             | Francisco Cabello Patricio Rudi | 6                              | 6(5)        | 6(3)        |  |  |              |                                |                                |              |              |  |